# Chozky
Chozky (ukrainisch Хоцьки; russisch Хоцки Chozki) ist ein Dorf im Osten der ukrainischen Oblast Kiew mit etwa 1700 Einwohnern (2004).

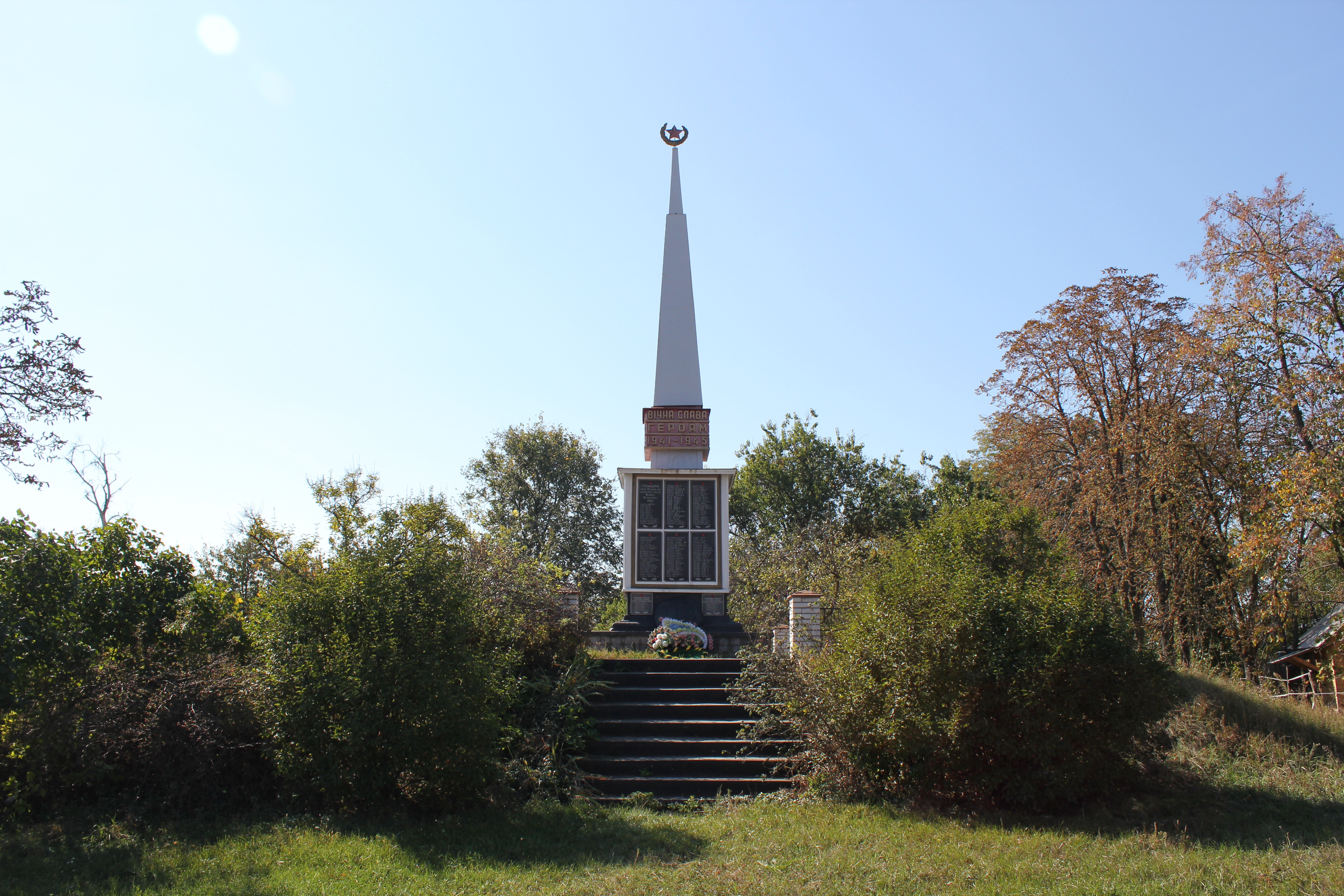
Ehrenmal für die Gefallenen des Zweiten Weltkrieges

Chozky liegt etwa 5 km östlich vom linken Ufer des zum Kaniwer Stausee angestauten Dnepr, nordwestlich der Ortschaft verläuft die Fernstraße N 08, die nach 25 km in nordwestliche Richtung zum ehemaligen Rajonzentrum Perejaslaw führt. Die Hauptstadt Kiew liegt etwa 110 km nordwestlich von Chozky.
Am 12. Juni 2020 wurde das Dorf ein Teil der neugegründeten Landgemeinde Zybli, bis dahin bildete es die gleichnamige Landratsgemeinde Chozky (Хоцьківська сільська рада/Chozkiwska silska rada) im Südosten des Rajons Perejaslaw-Chmelnyzkyj.
Am 17. Juli 2020 kam es im Zuge einer großen Rajonsreform zum Anschluss des Rajonsgebietes an den Rajon Boryspil.